# 尼维斯岛
尼维斯岛（英語：Nevis）是加勒比海中的一个岛屿，位于小安的列斯群岛的北端，面积为93平方公里，首府查尔斯敦。和圣基茨岛共同组成圣基茨和尼维斯联邦。
目前，该島设有自治政府“尼维斯岛行政机构”，首腦為尼維斯總理，由聖克里斯多福及尼維斯君主的代表—聖克里斯多福及尼維斯副總督任命；立法机关为尼维斯岛议会。
1998年8月10日，尼維斯舉行獨立公投，62%的選民同意獨立，但因沒過三分之二的門檻而未能独立。
2019年7月14日，中華民國總統蔡英文出訪前往尼維斯島，出席平尼斯海岸海岸景觀公園動土典禮，成為第一位踏上尼維斯島的中華民國總統。

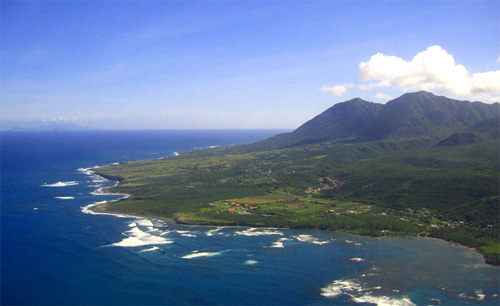
尼維斯島
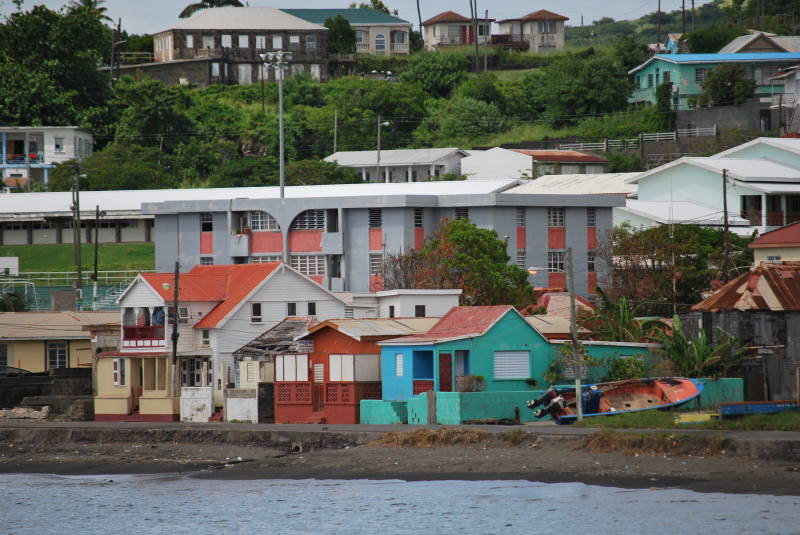
查爾斯敦
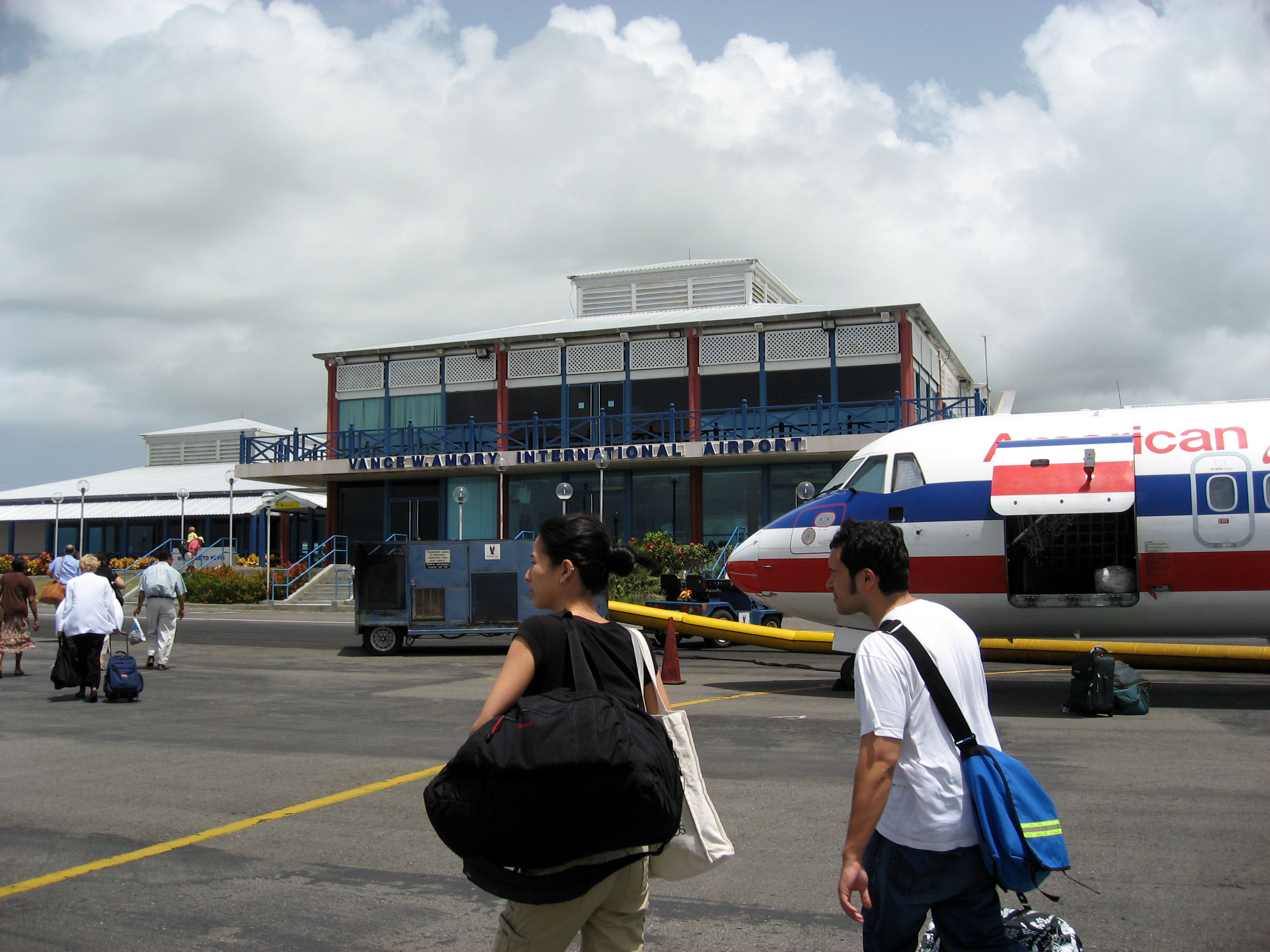
萬斯·艾默里國際機場

## 外部連結
- Nevis Island Administration （页面存档备份，存于）
- Nevis Island Tourism Authority （页面存档备份，存于）